# Gorkwiese Kitzeberg
Gorkwiese Kitzeberg este o arie protejată (arie specială de conservare — SAC, sit de importanță comunitară — SCI) din Germania întinsă pe o suprafață de 7 ha, integral pe uscat.

## Localizare
Centrul sitului Gorkwiese Kitzeberg este situat la coordonatele 54°21′36″N 10°11′04″E / 54.36°N 10.1844°E.

## Înființare
Situl Gorkwiese Kitzeberg a fost declarat sit de importanță comunitară în septembrie 2004 pentru a proteja 1 specie de animale. Situl a fost protejat și ca arie specială de conservare în ianuarie 2010.

## Biodiversitate
Situată în ecoregiunea continentală, aria protejată conține 2 habitate naturale: Liziere de ierburi înalte hidrofile de câmpie și de nivel montan până la alpin, Păduri de fag Asperulo-Fagetum.
La baza desemnării sitului se află o specie protejată de  nevertebrate: Vertigo angustior